# Baroniet Guldborgland
Guldborgland var et dansk baroni oprettet 17. september 1784 for Poul Abraham Lehn af hovedgårdene Orebygård og Berritzgaard. Baroniet blev opløst ved lensafløsningen 1919.